# Otto Jageteufel

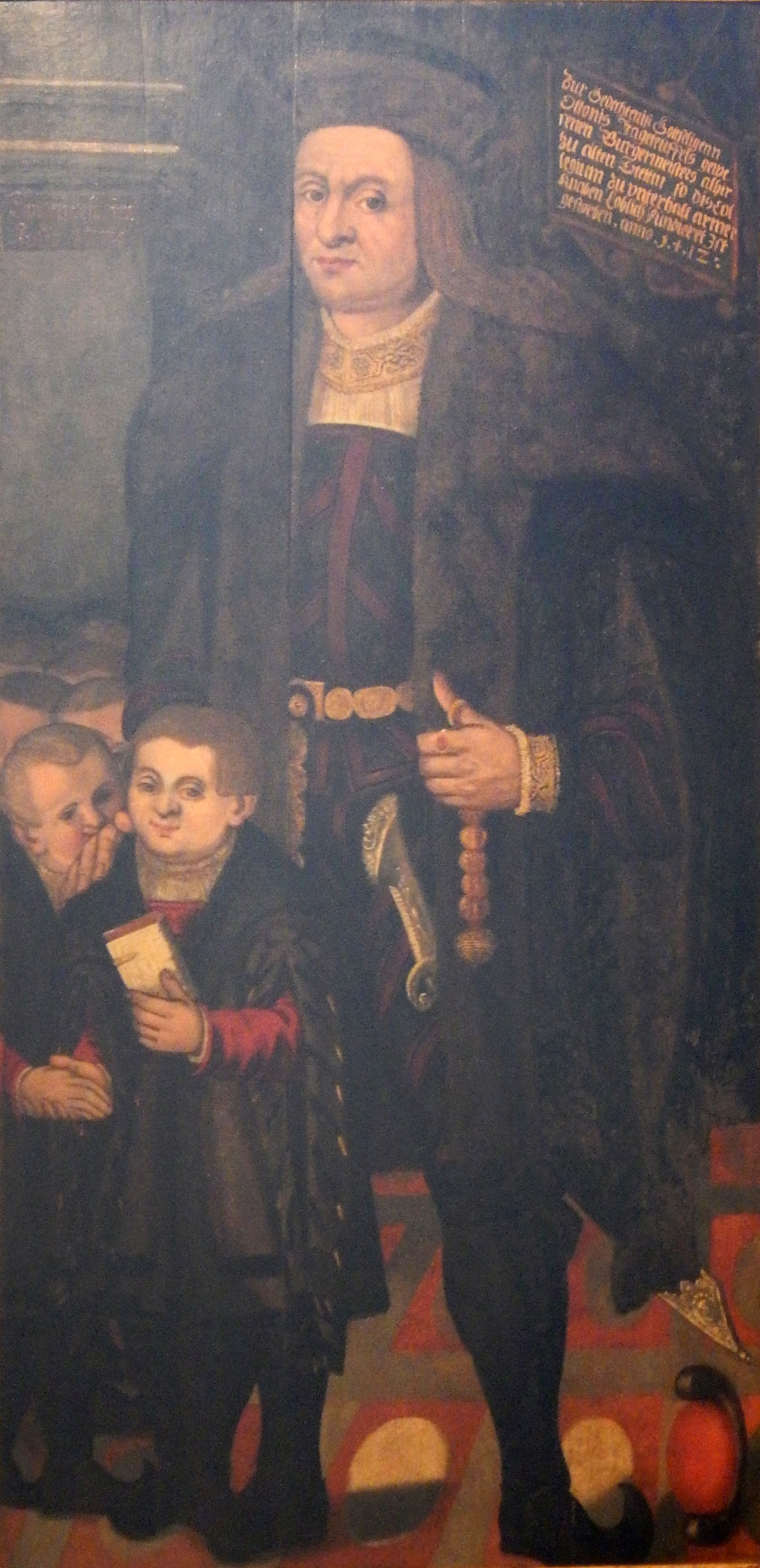
Otto Jageteufel

Otto Jageteufel (Herkunft unbekannt; † 1412 in Stettin; auch Jageteuffel oder Jageduvel) war Ratsherr und Bürgermeister von Stettin. Bekannt wurde sein Name durch die nach ihm benannte Jageteufelsche Stiftung.

## Leben
Über die früheren Lebensjahre Otto Jageteufels gibt es keine gesicherten Erkenntnisse. Er soll aus einfachen Verhältnissen zu Ansehen und Wohlstand gelangt sein, möglicherweise auch von außerhalb zugezogen sein, da mit ihm der Name Jageteufel erstmals in Stettin erschien. Der Stettiner Bürgermeister Paul Friedeborn berichtet in seiner 1613 erschienenen Stadtchronik von einem geglückten Unternehmen, bei dem Otto Jageteufel den pommerschen Herzog Swantibor III. (I.) von der Elbe sicher vor dem Markgrafen Otto V. von Brandenburg nach Stettin brachte.
Nach Friedeborn wurde er 1370 Ratsherr in Stettin und 1384 Bürgermeister. Die erste urkundliche Erwähnung Otto Jageteufels stammt aus dem Jahr 1377, als Ratsmitglied von 1382 und als Bürgermeister wurde er 1387 bezeichnet. In seiner Zeit als Ratsmitglied nahm er mehrfach an Versammlungen der Hanse in Stralsund, Lübeck, Helsingborg und Rostock teil.  
Häufig kam der Name Otto Jageteufel im Zusammenhang mit Rechtsgeschäften in den Büchern der Stadt vor. Es scheint in den Jahren nach 1400 in Stettin noch zwei weitere Personen gleichen Namens gegeben zu haben. Er war verheiratet mit Lutgardis Hohenholz, die Ehe blieb kinderlos. Nach seinem Tod 1412 wurde er im Stettiner Franziskanerkloster beigesetzt.
Einen bleibenden Namen machte er sich dadurch, dass er mit einem beträchtlichen Teil seines Vermögens testamentarisch eine Stiftung gründen ließ, die für Unterkunft, Verpflegung, Kleidung und Bildung von 24 armen Knaben sorgen sollte. Das Kollegium der Jageteufelschen Stiftung bestand bis in die erste Hälfte des 20. Jahrhunderts.